# Александер Кратохвіль
Александер Кратохвіль (нім. Alexander Kratochvil) — німецький літературознавець, перекладач та есеїст. Перекладає з української та чеської мов.

## Біографія
Народився 1965 року в Мюнхені, вивчав славістику, історію Східної Європи та германістику в Мюнхені, Фрайбурзі та Львові.
1998 року у Фрайбурзькому університеті захистив докторську дисертацію про Миколу Хвильового.
У 2002—2008 роках працював асистентом професора Грайфсвальдського університету.
Александер Кратохвіль у 2012—2016 роках працював в Інституті чеської літератури Чеської академії наук у Празі. З 2017 року був викладачем Гумбольдтського університету в Берліні.
2017 року в Українському вільному університеті в Мюнхені захистив габілітаційну дисертацію «Пробудження та повернення. Українська і чеська проза під знаком постмодернізму» («Aufbruch und Rückkehr. Ukrainische und tschechische Prosa im Zeichen der Postmoderne»).
2021 році був гостьовим професором Дрезденського технічного університету.
Перекладає з української та чеської мов, зокрема твори Валер'яна Підмогильного, Юрія Андруховича, Оксани Забужко, Юрія Винничука, Сергія Жадана, Олександра Ірванця, Софії Андрухович, Павела Шрута та ін.
Автор книг з української та чеської літератури, зокрема «Травма-Література-Пам'ять» («Posttraumatisches Erzählen. Trauma - Literatur - Erinnerung», Берлін 2019).

## Переклади
- 2010: Oksana Sabuschko. Das Museum der vergessenen Geheimnisse. Roman.(Droschl Verlag)
- 2012: Oksana Sabuschko. Planet Wermut. Essays. (Droschl Verlag)
- 2014: Jurij Wynnytschuk. Im Schatten der Mohnblüte. Roman. (Haymon Verlag)
- 2017: Oleksandr Irwanez. Pralinen vom roten Stern. Roman. (Haymon Verlag)
- 2018: Oksana Sabuschko. Der lange Abschied von der Angst. Essay. (Droschl Verlag)
- 2018: Pavel Šrut. Die Sockenfresser. Roman. (Fischer Kinder- und Jugendbuchverlag)
- 2019: Oleg Senzow. Leben. Geschichten. (Voland&Quist) zs. mit einem Übersetzerkoll.
- 2020: Oksana Sabuschko. Schwestern. Roman (KLAK Verlag Berlin
- 2021: Zwischen den Fronten. Eine Anthologie ukrainischer Literatur zum Ersten Weltkrieg.
- 2023: Sofia Andruchowytsch. Die Geschichte von Romana. Amadoka Band 1[3]

## Літературознавство
- 1999 Mykola Chvyl‘ovyj. Eine Studie zu Leben und Werk. München (= Slavistische Beiträge Bd. 379).
- 2002 Verfall oder neuer Standard? Betrachtungen zur aktuellen Sprachsituation in Russland, Tschechien und der Ukraine. Greifswalder Beiträge zur Slawistik 6. Greifswald (zs. mit A. Bergmann).
- 2013: Aufbruch und Rückkehr. Ukrainische und tschechische Prosa im Zeichen der Postmoderne.
- 2019: Posttraumatisches Erzählen. Trauma — Literatur — Gedächtnis. (Kadmos Kultur-Verlag) Berlin (mit 2Beispielen aus der tschechischen und ukrainischen Literatur)